# Hylaeus wootoni
Hylaeus wootoni är en biart som först beskrevs av Cockerell 1896.  Hylaeus wootoni ingår i släktet citronbin, och familjen korttungebin. Inga underarter finns listade i Catalogue of Life.

## Bildgalleri

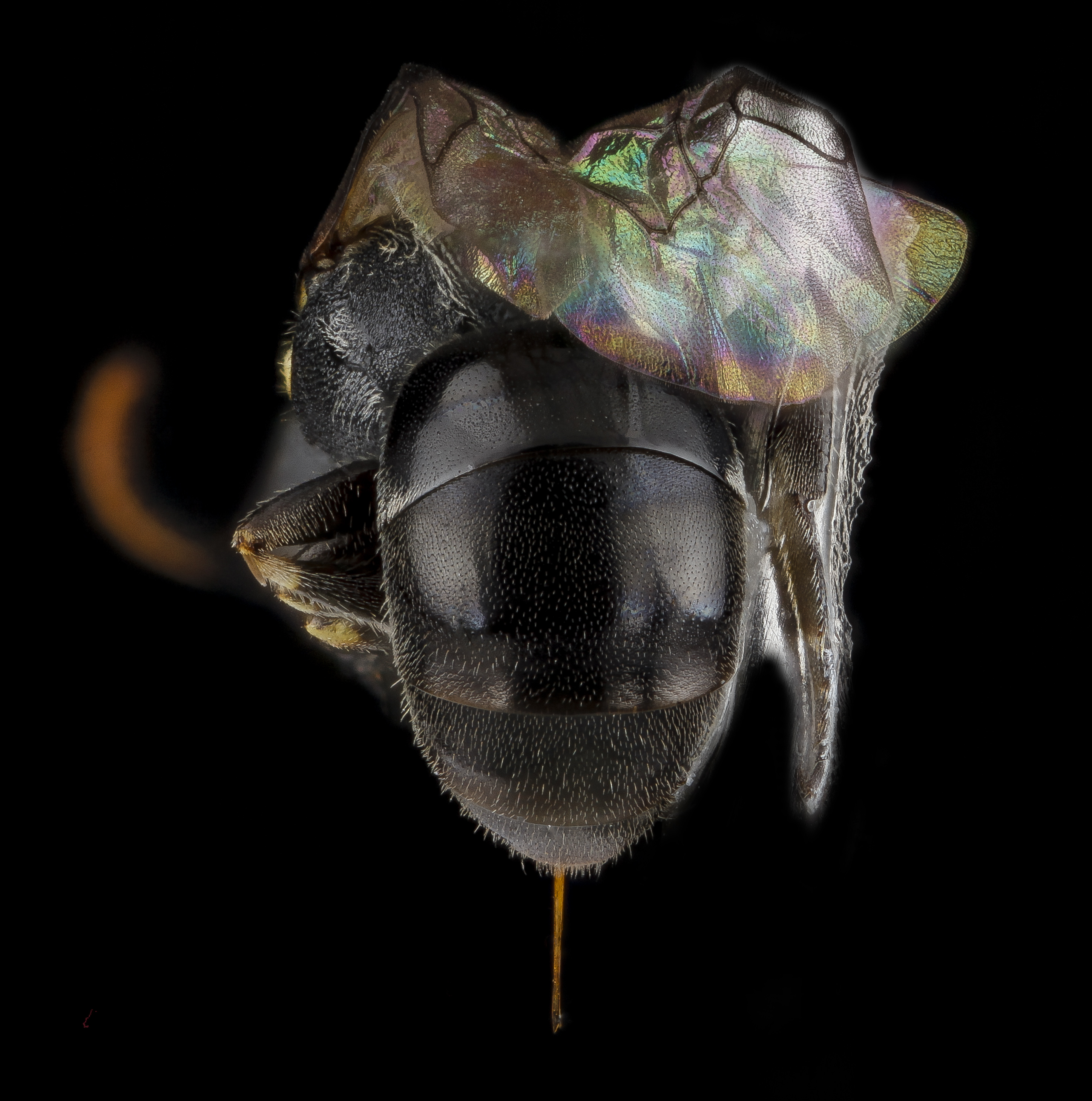
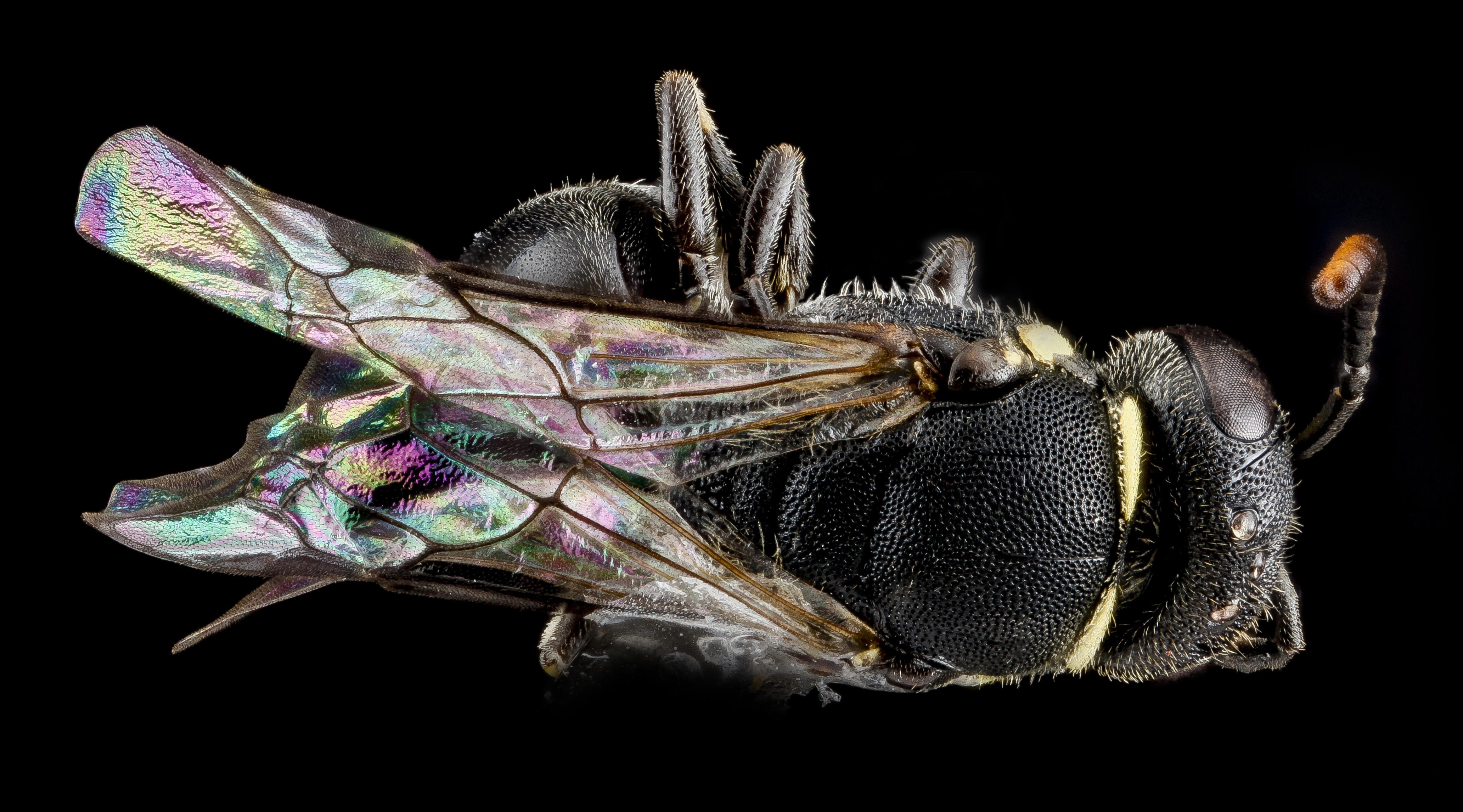
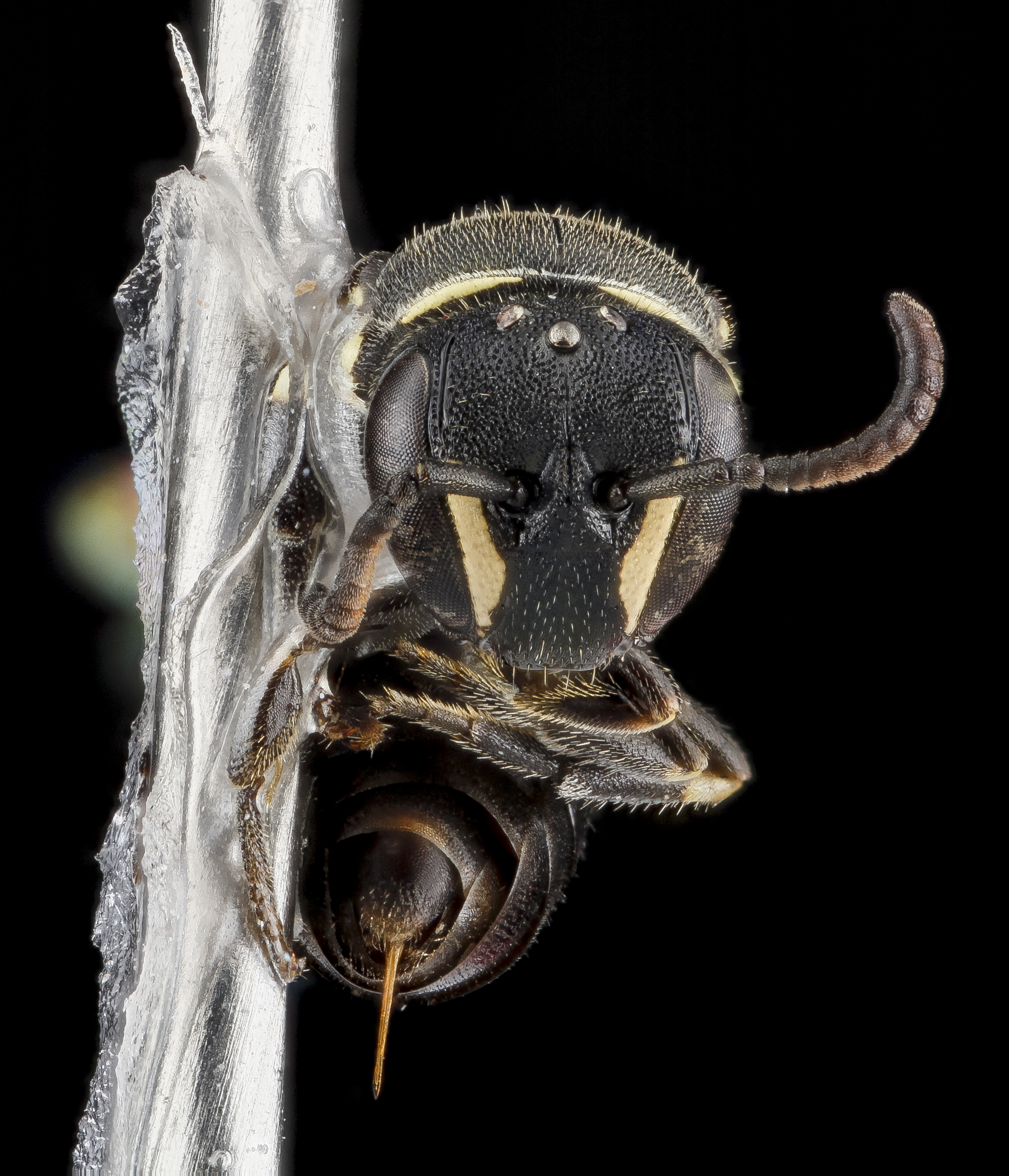
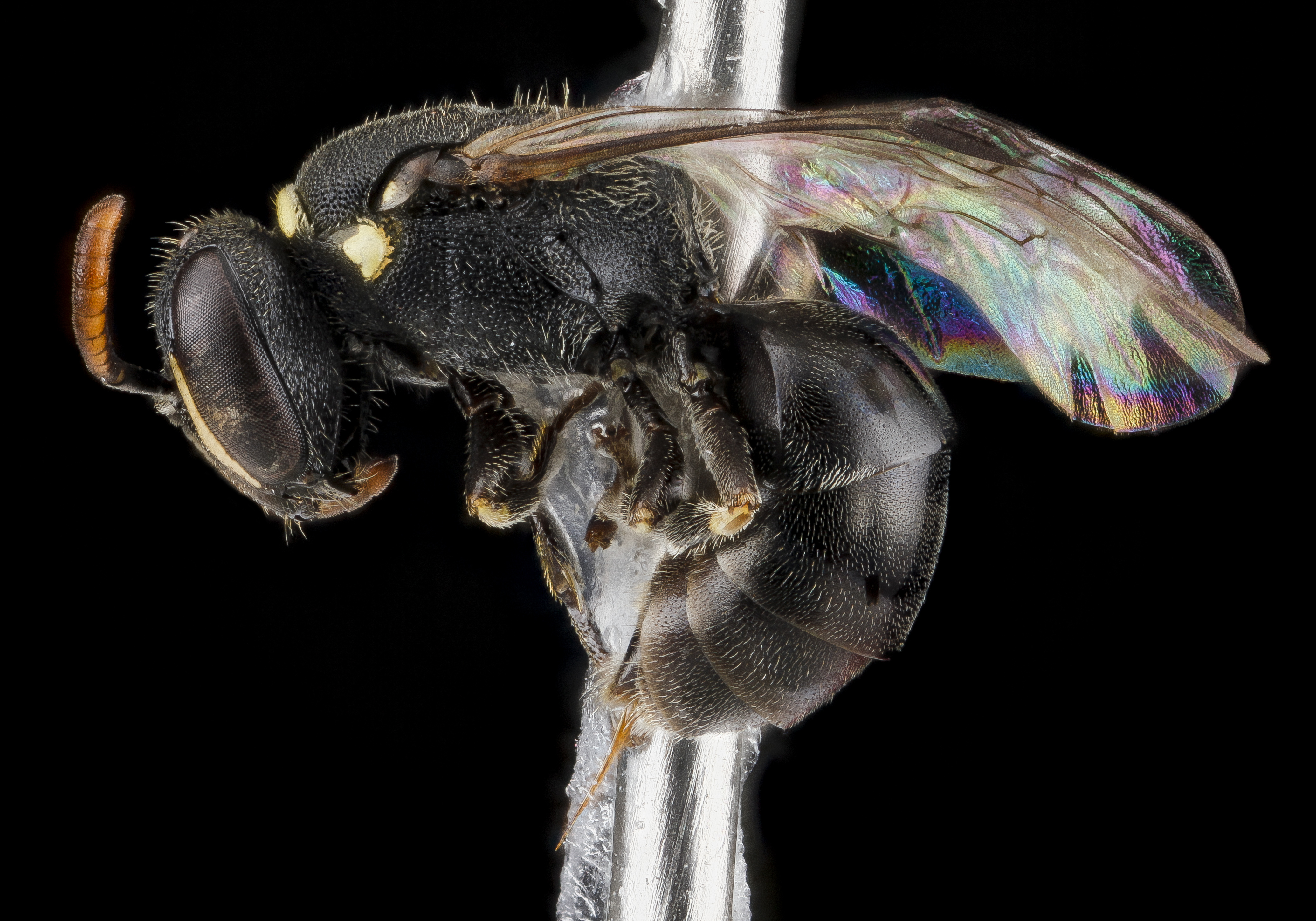